# BAP Tacna (ARL-158)
El BAP Tacna (ARL-158), llamado HNLMS Ámsterdam (A-836) mientras permaneció en servicio en la Armada Real de los Países Bajos, es un buque de aprovisionamiento de combate de la Marina de Guerra del Perú, adquirido de la Armada Real de los Países Bajos. Esta lo construyó en 1995, en un proyecto conjunto con la Armada Española, que adquirió un buque gemelo, el  Patiño (A-14).

## Servicio en la Armada Real de los Países Bajos

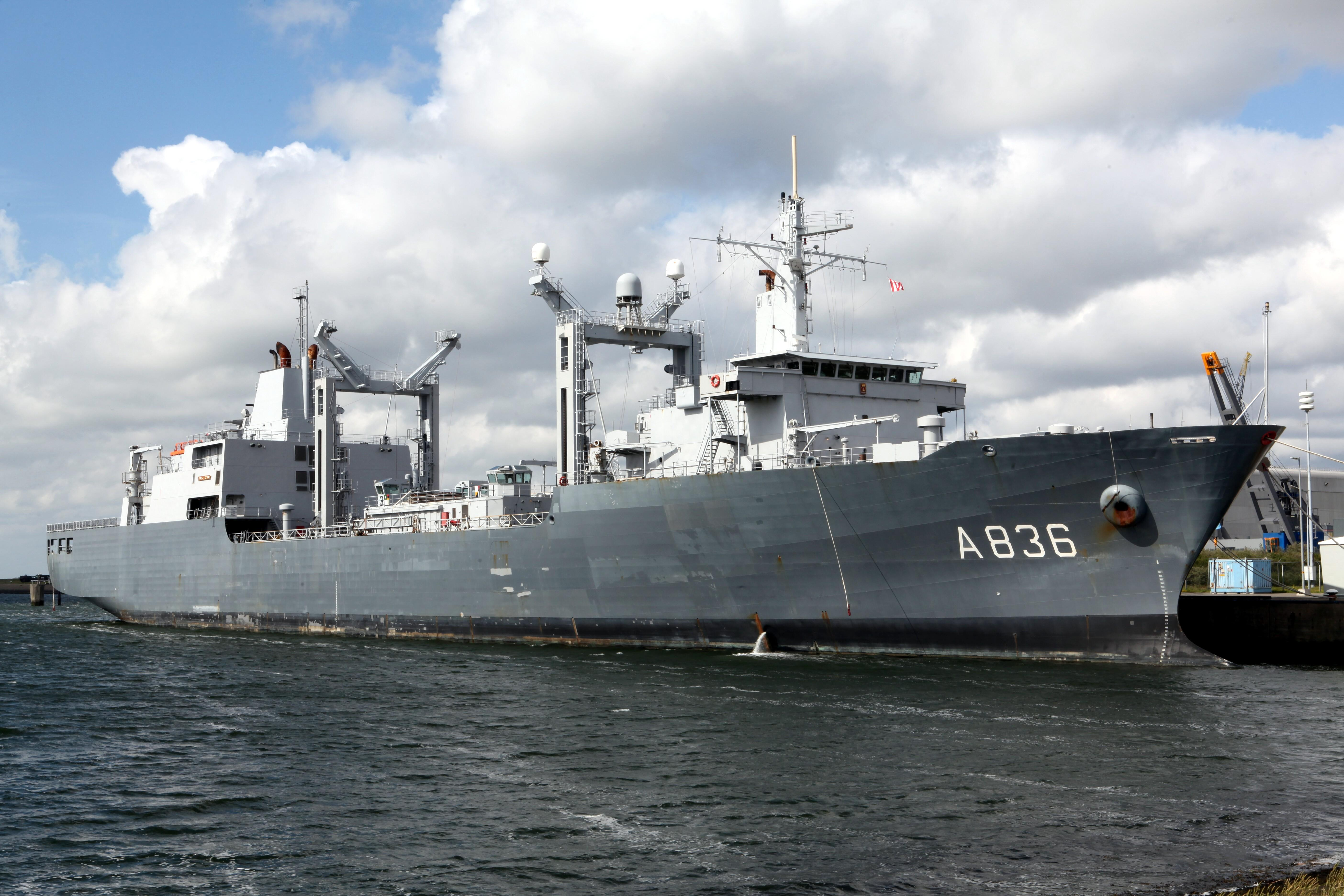
El BAP Tacna cuando aún prestaba servicio en la Armada Real de los Países Bajos como HNLMS Ámsterdam

El Ámsterdam sirvió en el Medio Oriente, como parte de la Operación Libertad Duradera en 2005-2006; prestando asistencia a dos buques de guerra estadounidenses después de una lucha contra unos piratas el 18 de marzo de 2006.
Posteriormente, fue asignado en diciembre de 2010 a las costas de Costa de Marfil con el fin de ayudar en una posible evacuación a los ciudadanos de la Unión Europea del país, a raíz de los disturbios después de la elección presidencial de 2010.
El barco fue transferido a la Marina de Guerra del Perú en diciembre de 2014, y renombrado BAP Tacna (ARL-158). La Marina holandesa lo sustituyó el 24 de abril de 2015, con la entrada en servicio del nuevo buque de soporte y aprovisionamiento HNLMS Karel Doorman (A833).

## Servicio en la Marina de Guerra del Perú
El Tacna fue dotado con tres helicópteros Agusta Bell AB-412SP, arribando al Perú el 29 de diciembre de 2014.